# Drijvers Vogelweid De Bol

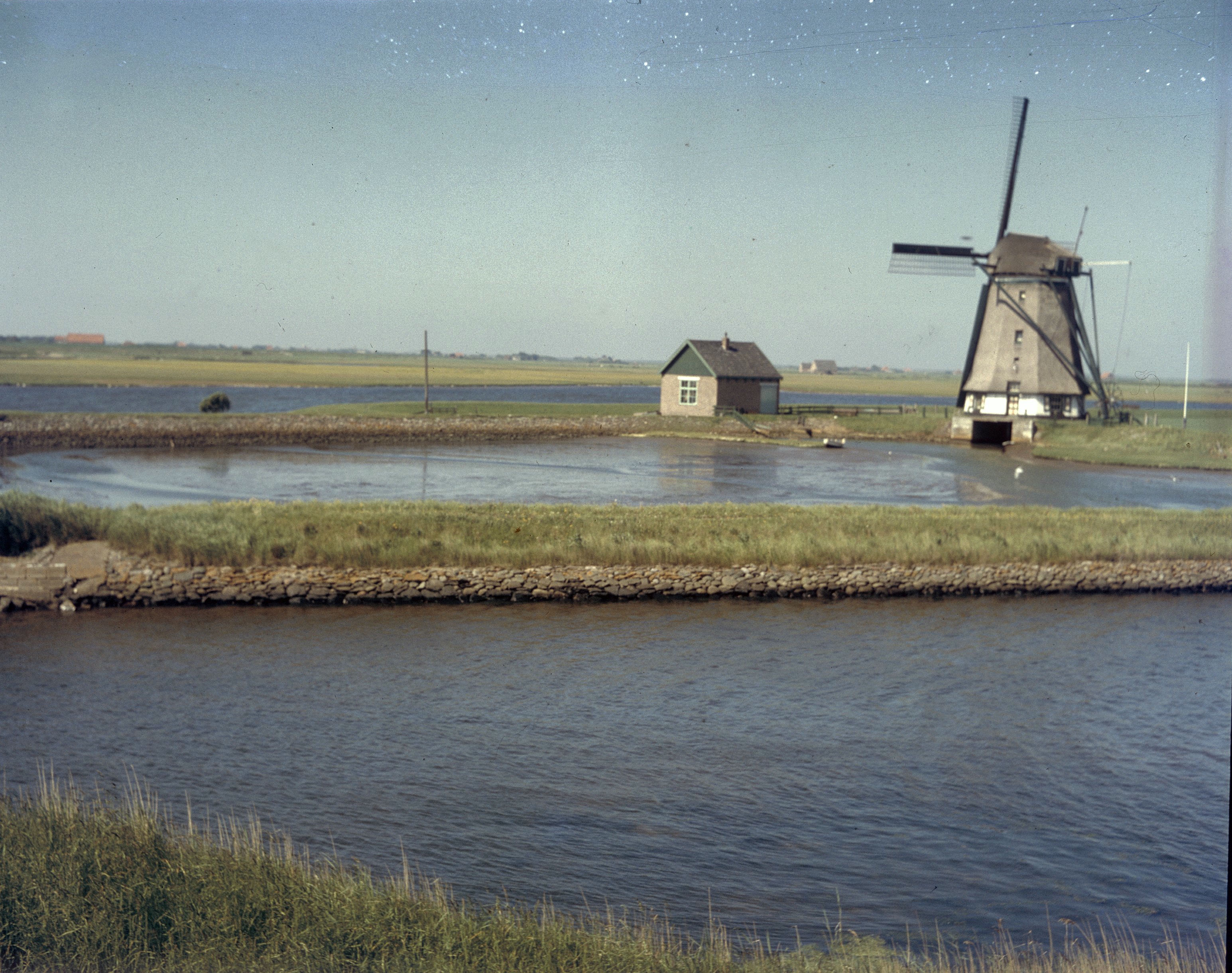
"Drijvers Vogelweid De Bol" met op de voorgrond molen Het Noorden

Drijvers Vogelweid De Bol is een natuurgebied in het oosten van Texel, in de polder Het Noorden. Het gebied is sinds 1937 eigendom van Natuurmonumenten.
Het gebied werd aanvankelijk "De Bol" genoemd. Die naam had het gekregen vanwege de bol lopende percelen tussen de zwinnen. De Zwinnen waren de restanten van oude kreken. In 1956 werd de naam van het gebied, als eerbetoon aan Jan Drijver (1886-1963), veranderd in "Drijvers Vogelweid De Bol".
Het gebied wordt gedomineerd door de molen Het Noorden. Ten zuiden van het gebied ligt de oude buurt Oost. In 1996 bedroeg de oppervlakte 61 hectare. In 2005 zijn de geulen van De Bol uitgebaggerd om bijzondere planten en dieren terug te laten keren.

## Geschiedenis
In de jaren voordat Natuurmonumenten het gebied verwierf had de toenmalige eigenaar afspraken gemaakt met de Nederlandse Vereniging tot Bescherming van Vogels over de toegang tot het terrein en de jacht. Er werd niet meer gejaagd. "Zo ontstond daar het eerste waterwildreservaat in Nederland."
Aanvankelijk bevonden zich op De Bol zandige schelpenbanken, waarop de dwergstern broedde. Maar toen de schelpenbanken door grasgroei aan het oog onttrokken raakten, verdween ook de dwergstern. Wel broedden er visdiefjes en in 1898 werd hier, door Baron Snouckaert van Schauburg voor het eerst een broedgeval van de noordse stern vastgesteld. Ook kwamen op De Bol grote sterns tot broeden. Dat was echter maar één enkel jaar. De kolonie van 150 paar werd te veel verontrust en vertrapt door vee. Ook veel andere vogelsoorten broedden op De Bol, zoals de kluut.
In het kader van het programma "Natuurontwikkeling Texel" heeft het gebied in 2017 een forse uitbreiding ondergaan. Onderdeel van de werkzaamheden waren het herstel van de kreken, een verhoging van het waterpeil om verdroging tegen te gaan en de aanleg van een nieuwe voetpad met een kleine parkeerplaats en uitzichtheuvel over het gebied.